# Gevlamde grasuil
De gevlamde grasuil (Eremobia ochroleuca) is een nachtvlinder uit de familie van de uilen, de Noctuidae. De voorvleugellengte bedraagt tussen de 14 en 16 millimeter. De soort komt verspreid over Centraal- en Zuid-Europa en Voor-Azië. Hij overwintert als ei.

## Waardplanten
De waardplanten van de gevlamde grasuil komen uit de grassenfamilie, met name kropaar.

## Voorkomen in Nederland en België
Van de gevlamde grasuil werd vermoed dat die in Nederland uitgestorven was maar in juli 2021 werden er meer dan dertig gespot in de buurt van Biervliet. In België is het een zeldzame en achteruitgaande soort. De vlinder kent één jaarlijkse generatie die vliegt van begin juli tot halverwege augustus.